# Communistische Partij van Luxemburg

Logo van KPL

De Communistische Partij van Luxemburg (Duits: Kommunistische Partei Luxemburg, Frans: Parti Communiste Luxembourgeois, Luxemburgs: Kommunistesch Partei Lëtzebuerg) is een Luxemburgse partij.

## Geschiedenis
De KPL werd op 2 januari 1921 opgericht in Niederkorn, in het geïndustrialiseerde zuiden van Luxemburg. De KPL was een afsplitsing van de Sociaaldemocratische Partij (opgericht in 1902). In tegenstelling tot de sociaaldemocraten, die kozen voor een Westerse en reformistische koers, kozen de communisten voor een op de Sovjet-Unie gerichte dogmatische marxistisch-leninistische koers. In 1936 werd de eerste communist, Zénon Bernard, in de Kamer van Afgevaardigden gekozen. De burgerlijke partijen (Parti de la Droite, Radicaal-Liberale Partij), bevreesd als zij waren voor het zogenaamde "rode gevaar", probeerden de KPL en de aan haar gelieerde organisaties te verbieden. Op 20 april 1937 sprak een meerderheid van de Kamer zich uit vóór een verbod op de KPL (alleen de Lëtzebueger Sozialistesch Aarbechterpartei en Bernard stemden tegen). Bij een referendum van 6 juni 1937 sprak echter een krappe meerderheid (50,67%) zich uit tegen een verbod op de KPL. Het kabinet-Bech, dat het referendum had georganiseerd, moest hierna aftreden.

### Duitse bezettingenverzet
Na de Duitse inval in het Groothertogdom Luxemburg, werd de KPL door de Duitse bezetter verboden. Veel Luxemburgse communisten waren actief binnen de verzetsbeweging tegen het nationaalsocialisme, ofwel in Luxemburg of in Frankrijk.

### Van1945tot de (tijdelijke) opheffing van de KPL
Na de Tweede Wereldoorlog werden de communisten beloond voor hun rol in het verzet tegen de Duitsers. Bij de Luxemburgse parlementsverkiezingen van 21 oktober 1945 verkreeg de KPL vijf zetels, vier meer dan tijdens de laatste vooroorlogse verkiezingen van 1937. Als gevolg hiervan werd één communist, te weten Charles Marx, in de Nationale Unie-regering opgenomen. Charles Marx werd minister van Sociale Hulp en Volksgezondheid. Hij overleed echter op 16 juni 1946 en werd vervangen door Dominique Urbany, secretaris-generaal van de KPL sinds 1935. Urbany bleef minister van Sociale Hulp en Volksgezondheid tot 1 maart 1947. Sedertdien is er nooit meer een communist lid geweest van een Luxemburgs kabinet. Urbany bleef echter leider van de KPL. In 1965 werd hij president van de partij en bleef dit tot 1976. In dat jaar volgde zijn zoon, René Urbany, hem op als president van de KPL. Tot zijn dood in 1990 bleef Urbany president van de KPL en had hij ook zitting in de Kamer van Afgevaardigden (Luxemburgs parlement).
Electoraal gezien is de KPL niet echt van belang geweest. Bij de parlementsverkiezingen van 1968 behaalde de partij haar grootste succes: 6 zetels. De daaropvolgende verkiezingen verloor de KPL steeds weer en bij de parlementsverkiezingen van 1989 behaalde men nog maar één zetel.
Met de teloorgang van de Sovjet-Unie in 1991 raakte de KPL in een crisis verzeild. Binnen de partij ontstonden twee vleugels: Een hervormingsgezinde onder André Hoffmann, die vond dat de partij moest opgaan in een linkse volkspartij, en een dogmatische vleugel die hier niets van moest weten. Hoffmann, de hervormer, liet zich kritisch uit over het Stalinistische verleden van de partij. In 1993 verliet het hervormingsgezinde deel onder Hoffmann de KPL en ging op in Nei Lénk ("Nieuw Links"). Nei Lénk verwierf bij de parlementsverkiezingen van 1994 één zetel en de KPL geen zetels.

### OprichtingDéi Lénk
In 1998 gingen Nei Lénk, de KPL en de Revolutionär Sozialistescher Partei (RSP) op in Déi Lénk ("Links"). Bij de parlementsverkiezingen van 13 juni 1999 verwierf Déi Lénk, een verbond dat zich omschrijft als "links van de sociaaldemocratie" één zetel.

### Heroprichting KPL
Vlak voor de parlementsverkiezingen van 13 juni 2004 stapte de KPL uit Déi Lénk en werd de partij weer zelfstandig. De communisten die binnen Déi Lénk bleven, werden uit de partij gezet. Bij de parlementsverkiezingen van 13 juni 2004 won de KPL geen zetels en Déi Lénk verloor haar ene zetel.

## Ideologie
De KPL is een marxistische partij. In het verleden volgde de partij onder de Urbany-clan altijd trouw de door Moskou uitgestippelde lijn voor communistische partijen. Men koos altijd partij voor Moskou en nooit voor Peking. Tegenover het Eurocommunisme stond de partij weinig sympathiek.
De partij onderhoudt banden met de Partij van de Arbeid van België, de Nieuwe Communistische Partij van Nederland en de Duitse Communistische Partij.
De thuisbasis van de partij is het geïndustrialiseerde zuiden van Luxemburg, met name in de oude mijnstreek en in en rond de stad Esch-sur-Alzette.

## President
De huidige president van de KPL is Ali Ruckert.

## Verwijzingen
1. 1 2  Tatsachen aus der Geschichte des Luxemburger Landes, door: Dr. P.J. Muller (1968), blz. 414